# Oostenrijks referendum 2013
Het Oostenrijks referendum van 2013 handelde over het al dan niet afschaffen van de militaire dienstplicht. De politieke partijen Sozialdemokratische Partei Österreichs (SPÖ) en Die Grünen - Die Grüne Alternative (GRÜNE) betoonden zich in aanloop naar het referendum voorstanders van het afschaffen van de dienstplicht, terwijl de Österreichische Volkspartei (ÖVP) en de Freiheitliche Partei Österreichs (FPÖ) de dienstplicht juist wilden behouden.
Voorstanders van de afschaffing van de militaire dienstplicht wilden het huidige leger van dienstplichtigen vervangen door een beroepsleger. De tegenstanders wezen op de neutraliteit van Oostenrijk en achtten een beroepsleger hiermee in strijd.
Bij een opkomst van 52,4% stemde bijna 60% voor het behoud van de militaire dienstplicht. De uitslag van het referendum was overigens niet bindend, maar de regeringspartijen (SPÖ en ÖVP) hadden voorafgaand kenbaar gemaakt de uitslag te zullen respecteren.

## Uitslag

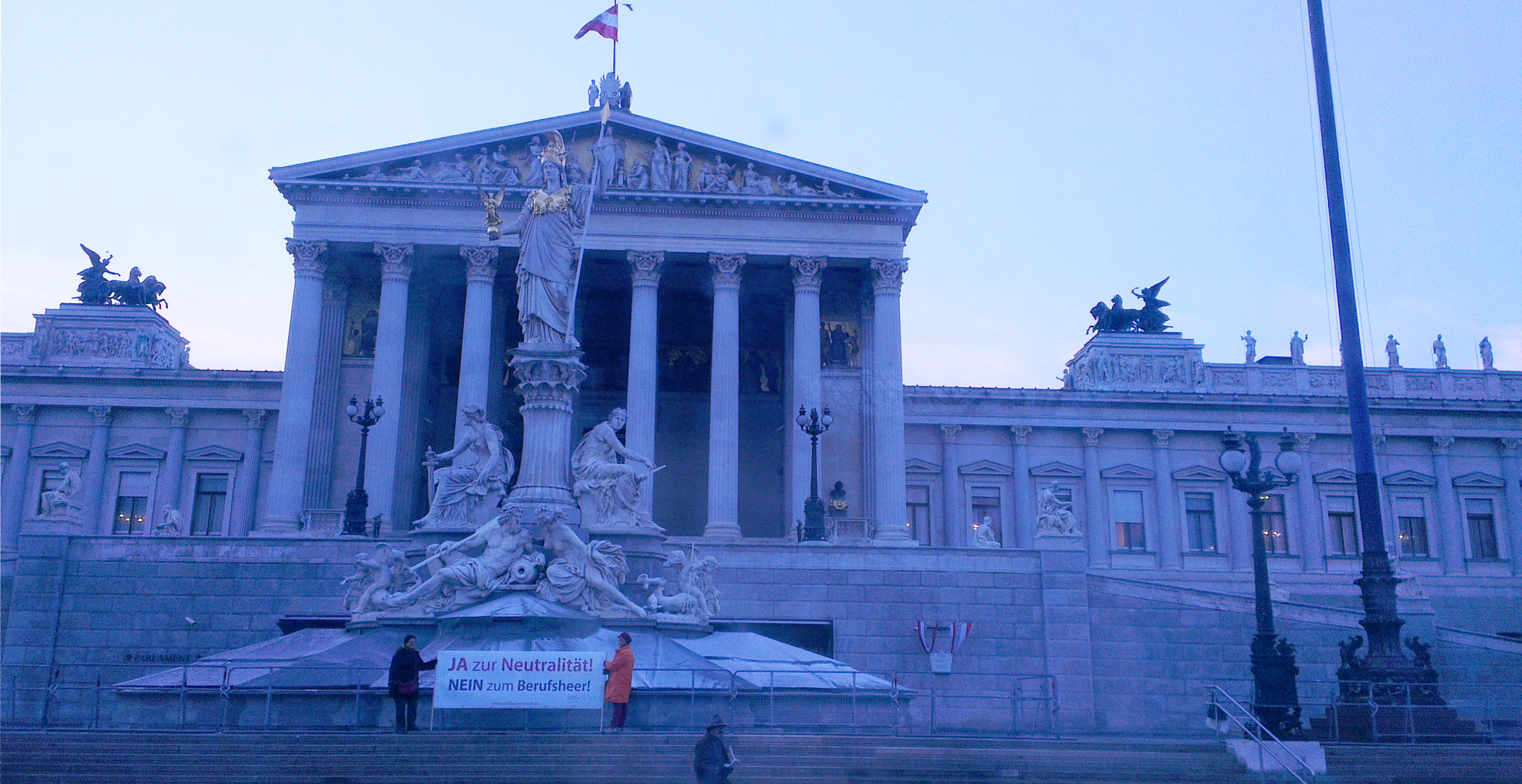
Tegenstanders van het afschaffen van de dienstplichten demonstreren voor het parlementsgeboud (dec. 2012)

| Oostenrijks referendum van 20 januari 2013   | Oostenrijks referendum van 20 januari 2013 | Oostenrijks referendum van 20 januari 2013 |
| Keuze                                        | Stemmen                                    | Percentage                                 |
| -------------------------------------------- | ------------------------------------------ | ------------------------------------------ |
| Neen                                         | 1.947.116                                  | 59,7%                                      |
| Ja                                           | 1.315.278                                  | 40,3%                                      |
| Geldige stemmen                              | 3.262.394                                  | 97,5%                                      |
| Ongeldige of blanco stemmen                  | 82.546                                     | 2,5%                                       |
| Totaal aantal stemmen                        | 3.344.940                                  | 100%                                       |
| Geregistreerde kiezers en opkomst            | 6.378.478                                  | 52,4%                                      |
| Bron: Bondsministerie van Binnenlandse Zaken |                                            |                                            |